# 格奥尔格·布劳赫勒
格奥尔格·布劳赫勒（Georg Brauchle，1915年-1968年），德国政治人物，巴伐利亚基督教社会联盟党人。1960年至1968年，担任慕尼黑副市长。慕尼黑市的北部环路—格奥尔格·布劳赫勒环路即以其姓名命名。